# Catagramma mionina
Catagramma mionina är en fjärilsart som beskrevs av William Chapman Hewitson 1855. Catagramma mionina ingår i släktet Catagramma och familjen praktfjärilar. Inga underarter finns listade i Catalogue of Life.